# Карлос Кампос Санчес
Карлос Кампос Санчес (ісп. Carlos Campos Sánchez, нар. 14 лютого 1937, Сантьяго — 11 листопада 2020) — чилійський футболіст, що грав на позиції нападника.
Протягом усієї кар'єри виступав за клуб «Універсідад де Чилі», з яким став шестиразовим чемпіоном Чилі, а також національну збірну Чилі, у складі якої став бронзовим призером чемпіонату світу 1962 року.

## Клубна кар'єра
У дорослому футболі дебютував 1956 року виступами за команду «Універсідад де Чилі», кольори якої і захищав протягом усієї своєї кар'єри гравця, що тривала чотирнадцять років і шість разів з нею вигравав чемпіонат Чилі в 1959, 1962, 1964, 1965, 1967 і 1969 роках. Забивши 199 голів у 290 офіційних матчах, він став найкращим бомбардиром в історії клубу, обійшовши легенду клуба Леонеля Санчеса. Також тричі, у 1961, 1962 та 1966 роках ставав найкращим бомбардиром чемпіонату.

## Виступи за збірну
18 грудня 1960 року дебютував в офіційних матчах у складі національної збірної Чилі в товариській грі проти Парагваю (4:1), в якій забив гол.
У складі збірної був учасником чемпіонату світу 1962 року у Чилі, на якому команда здобула бронзові нагороди, а Карлос зіграв у одному вирішальному матчі за 3-тє місце проти Югославії (1:0). Згодом поїхав з командою на чемпіонат світу 1966 року в Англії, де на поле не виходив, та чемпіонат Південної Америки 1967 року в Уругваї, на якому команда здобула бронзові нагороди.
Загалом протягом кар'єри у національній команді, яка тривала 8 років, провів у її формі 39 матчів, забивши 18 голів.

## Титули і досягнення
- Чемпіон Чилі (6):

«Універсідад де Чилі»: 1959, 1962, 1964, 1965, 1967, 1969
- Бронзовий призер чемпіонату світу: 1962
- Бронзовий призер Чемпіонату Південної Америки: 1967